# Dolichomitus birnovensis
Dolichomitus birnovensis är en stekelart som först beskrevs av Constantineanu och Pisica 1970.  Dolichomitus birnovensis ingår i släktet Dolichomitus och familjen brokparasitsteklar. Inga underarter finns listade i Catalogue of Life.